# Mistrzostwa Polski w piłce nożnej (1920)
Mistrzostwa Polski w piłce nożnej 1920 – premierowa edycja oficjalnych rozgrywek piłkarskich, mających na celu wyłonienie – po raz pierwszy w historii – najlepszej męskiej klubowej drużyny w Polsce, organizowana przez Polski Związek Piłki Nożnej (PZPN) i prowadzona systemem mieszanym (quasi ligowym) w roku kalendarzowym 1920, jako sezonie (tzw. cyklem „wiosna-jesień”), niedokończona na skutek trwającej wojny polsko-bolszewickiej. W przeciwieństwie do wcześniejszych mistrzostw Galicji z sezonu 1913 i sezonu 1914, mistrzostwa Polski 1920 miały charakter ogólnopolski.
| Poziomy rozgrywkowe w sezonie 1920 | Poziomy rozgrywkowe w sezonie 1920 | Poziomy rozgrywkowe w sezonie 1920  |
| Rozgrywki                          | P                                  | Nazwa                               |
| ---------------------------------- | ---------------------------------- | ----------------------------------- |
| Centralne                          | I                                  | Mistrzostwa Polski – nie odbyły się |
| Okręgowe (5 okręgów)               | II                                 | A Klasa (niedokończone)             |
| Okręgowe (5 okręgów)               | III                                | B klasa                             |

## Historia

### Tło
W dniach 20–21 grudnia 1919 odbył się w Warszawie „1. zjazd 31 polskich klubów piłki nożnej” (1. Założycielskie Zgromadzenie Polskiego Związku Piłki Nożnej), podczas którego m.in. dokonano podziału kraju na 5 okręgów piłkarskich (Okręgowe Związki Piłki Nożnej): krakowski, lwowski, łódzki, poznański i warszawski, a także ogłoszono regulamin krajowych rozgrywek o mistrzostwo polskie w roku 1920, zaplanowanych do przeprowadzenia w sezonie 1920.
Regulamin pierwszej edycji mistrzostw Polski opracowali wspólnie działacze trzech klubów krakowskich: Cracovii, Wisły oraz Robotniczego KS. Według niego – jak również poczynionych na zjeździe ustaleń – ogólnokrajowe zmagania o tytuł mistrzowski miały odbyć się w cyklu „wiosna-jesień” i na dwóch szczeblach rozgrywkowych: Klasach A (występujące w nich drużyny miały walczyć o mistrzostwo Polski) oraz Klasach B (przydzielono do nich zespoły rezerw drużyn z Klasy A oraz słabsze kluby w danych okręgach). Zmagania klas A planowano przeprowadzić dwufazowo – na wiosnę rozgrywki okręgowe w pięciu grupach miały wyłonić mistrzów pięciu okręgów (krakowskiego, lwowskiego, łódzkiego, poznańskiego i warszawskiego), którzy jesienią rywalizowaliby między sobą w turnieju finałowym o tytuł mistrza Polski (systemem ligowym – „każdy z każdym, mecz i rewanż”).

### Przebieg rywalizacji
Do rozgrywek pierwszej fazy mistrzostw Polski, w pięciu okręgowych klasach A, dopuszczono łącznie 19 zespołów, które dla wyłonienia mistrzów każdego okręgu miały rozegrać w sumie 58 meczów (we wszystkich okręgach planowano grać „każdy z każdym, mecz i rewanż”). Pełną fazę eliminacyjną klasy A przeprowadzono jedynie w okręgu krakowskim, w którym odbyły się wszystkie z zaplanowanych 12 spotkań. Rozgrywki zainaugurowano tam 25 kwietnia 1920, a zakończono 29 czerwca 1920, natomiast mistrzem została Cracovia. Plany w czterech pozostałych okręgach pokrzyżowała trwająca wojna polsko-bolszewicka. Zmagania w okręgu poznańskim prowadzono od 9 maja 1920, a udało się rozegrać 16 z 20 zaplanowanych pojedynków. W okręgu lwowskim walczono od 6 czerwca 1920, ale rozegrano tylko 2 z 12 meczów. W okręgach: łódzkim oraz warszawskim rozgrywek nawet nie zainaugurowano. Siłą rzeczy nie odbyła się faza finałowa mistrzostw Polski, zaplanowana na termin od 29 sierpnia 1920 do 31 października 1920 (10 serii gier).
Pierwszy mecz oficjalnych rozgrywek w Polsce odbył się 18 kwietnia 1920 w krakowskiej klasie B, a Wawel Kraków uległ w nim Cracovii II 1:3. 25 kwietnia 1920 rozegrano natomiast premierowy mecz w ramach mistrzostw Polski (w klasie A grupy krakowskiej), w którym Cracovia ograła Jutrzenkę 8:0.

## Klasa A

### Faza eliminacyjna

#### Tabela okręgu krakowskiego
| Lp. | Drużyna          | Mecze | Punkty | Bilans goli |
| 1   | Cracovia (A)     | 6     | 10     | 28:2        |
| 2   | Wisła Kraków     | 6     | 7      | 13:5        |
| 3   | Makkabi Kraków   | 6     | 6      | 5:8         |
| 4   | Jutrzenka Kraków | 6     | 1      | 1:32        |

(A) – awans do fazy finałowej mistrzostw Polski 1920.

#### Tabela okręgu lwowskiego
Rozgrywek nie dokończono.
| Lp. | Drużyna            | Mecze | Punkty | Bilans goli |
| 1   | Czarni Lwów        | 2     | 2      | 7:3         |
| 2   | Pogoń Lwów         | 1     | 2      | 3:1         |
| 3   | Polonia Przemyśl   | 1     | 0      | 0:6         |
| 4   | Rewera Stanisławów | 0     | 0      | 0:0         |

#### Tabela okręgu łódzkiego
Rozgrywek nie rozpoczęto.
| Lp. | Drużyna            | Mecze | Punkty | Bilans goli |
| 1   | Klub Turystów Łódź | 0     | 0      | 0:0         |
| 2   | ŁKS Łódź           | 0     | 0      | 0:0         |
| 3   | ŁTSG Łódź          | 0     | 0      | 0:0         |
| 4   | Szturm Łódź        | 0     | 0      | 0:0         |

#### Tabela okręgu poznańskiego
Rozgrywek nie dokończono.
| Lp. | Drużyna               | Mecze | Punkty | Bilans goli |
| 1   | Warta Poznań          | 7     | 13     | 30:4        |
| 2   | Unia Poznań           | 7     | 9      | 10:17       |
| 3   | Posnania Poznań       | 7     | 8      | 13:8        |
| 4   | Pogoń Poznań          | 7     | 5      | 13:22       |
| 5   | Ostrovia Ostrów Wlkp. | 7     | 2      | 0:15        |

#### Tabela okręgu warszawskiego
Rozgrywek nie rozpoczęto.
| Lp. | Drużyna          | Mecze | Punkty | Bilans goli |
| 1   | Korona Warszawa  | 0     | 0      | 0:0         |
| 2   | Polonia Warszawa | 0     | 0      | 0:0         |

### Faza finałowa
Rozgrywek nie rozpoczęto.
| Lp. | Drużyna  | Mecze | Punkty | Bilans goli |
|     | Cracovia | 0     | 0      | 0:0         |
|     |          | –     | –      | –:–         |
|     |          | –     | –      | –:–         |
|     |          | –     | –      | –:–         |
|     |          | –     | –      | –:–         |

## Klasa B

### Tabela okręgu krakowskiego
| Lp. | Drużyna             | Mecze | Punkty | Bilans goli |
| 1   | Cracovia II         | 10    | 20     | 47:3        |
| 2   | Wisła II Kraków     | 10    | 13     | 27:16       |
| 3   | Wawel Kraków        | 10    | 9      | 20:21       |
| 4   | Podgórze Kraków     | 10    | 9      | 19:29       |
| 5   | Makkabi II Kraków   | 10    | 5      | 14:28       |
| 6   | Jutrzenka II Kraków | 10    | 4      | 7:37        |

## Ciekawostka
- Co prawda nie udało się wyłonić wszystkich pięciu zespołów bezpośrednio walczących o tytuł mistrzowski, jednak ówczesna prasa miała swoje przewidywania odnośnie do składu turnieju finałowego. Przykładowo, warszawski Kurjer Polski (nr 138 z 22 maja 1920) – piórem Jerzego Grabowskiego – informował na swoich łamach „(...) Przeglądając choć pobieżnie drużyny poszczególnych okręgów i często, niestety, sądząc tylko po wynikach, należy przypuszczać, że do ostatecznych rozgrywek staną: Polonia z Warszawy, Wisła z Krakowa, Pogoń ze Lwowa, Warta z Poznania i drużyna Łódzkiego Klubu Sportowego. (...)”. Z dużą dozą prawdopodobieństwa można założyć, iż w czterech z pięciu mistrzostw okręgowych red. Grabowski typował celnie, ale nie udało mu się poprawnie przewidzieć jedynego zespołu, który oficjalnie wywalczył awans do finałowej fazy mistrzostw (czyli Cracovii)[2].